# Strachwitz

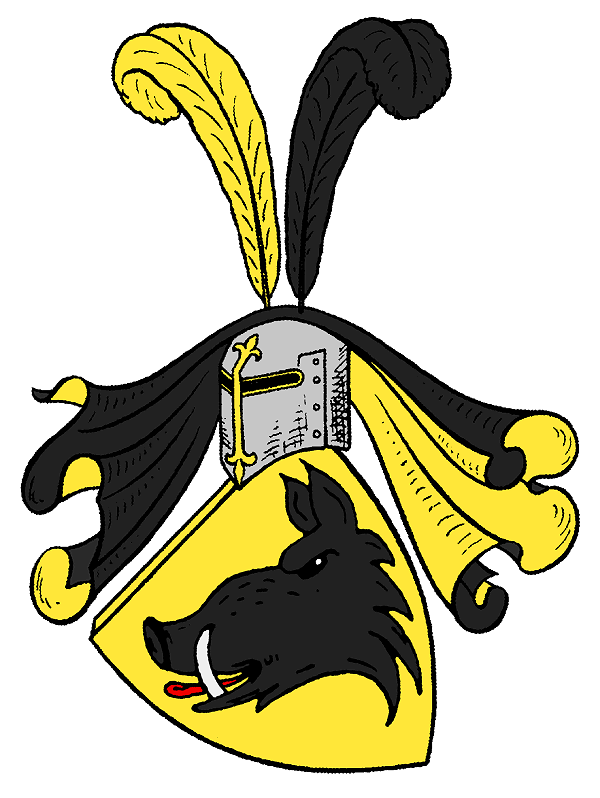
Herb von Strachwitz

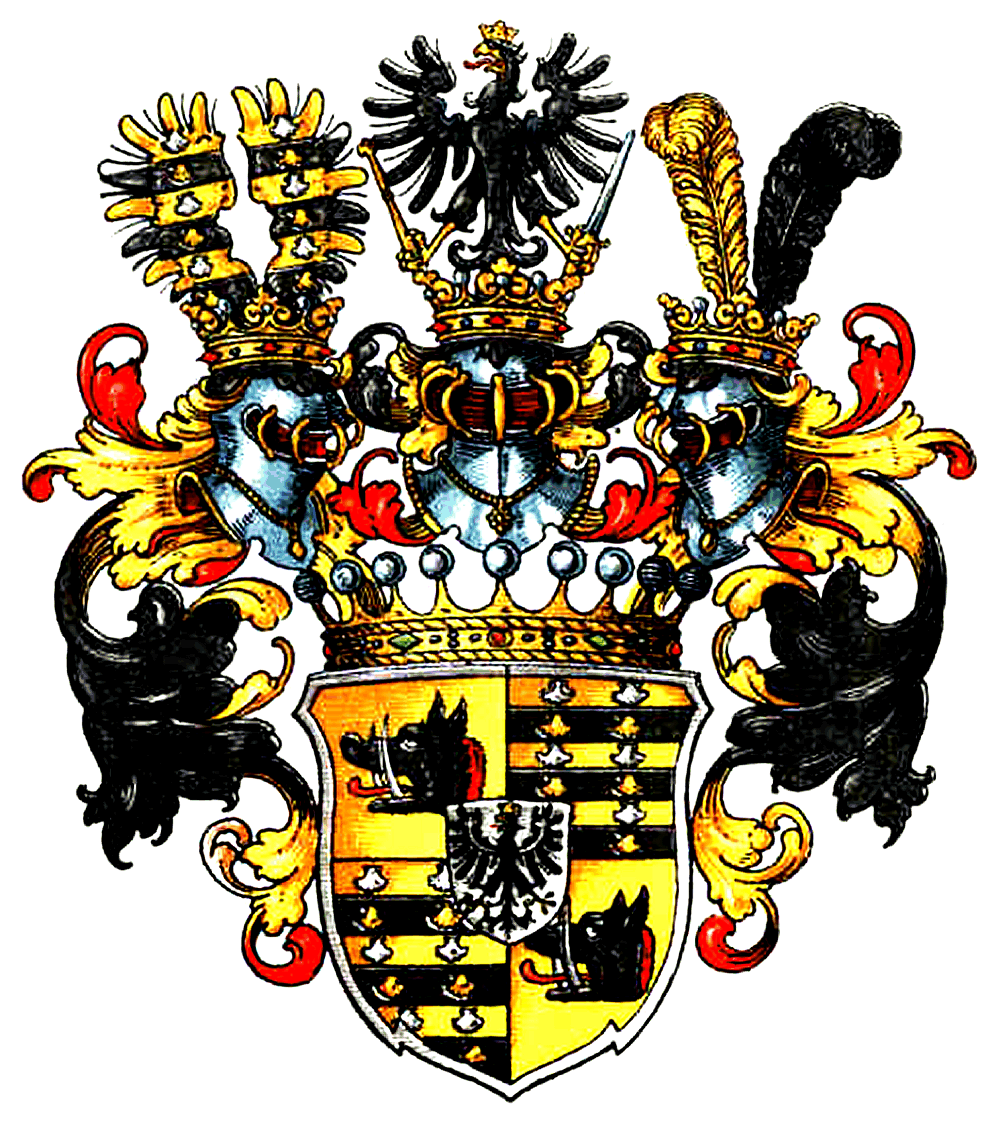
Herb rodziny von Strachwitz, właścicieli zamku w Stoszowicach w latach 1820-1945

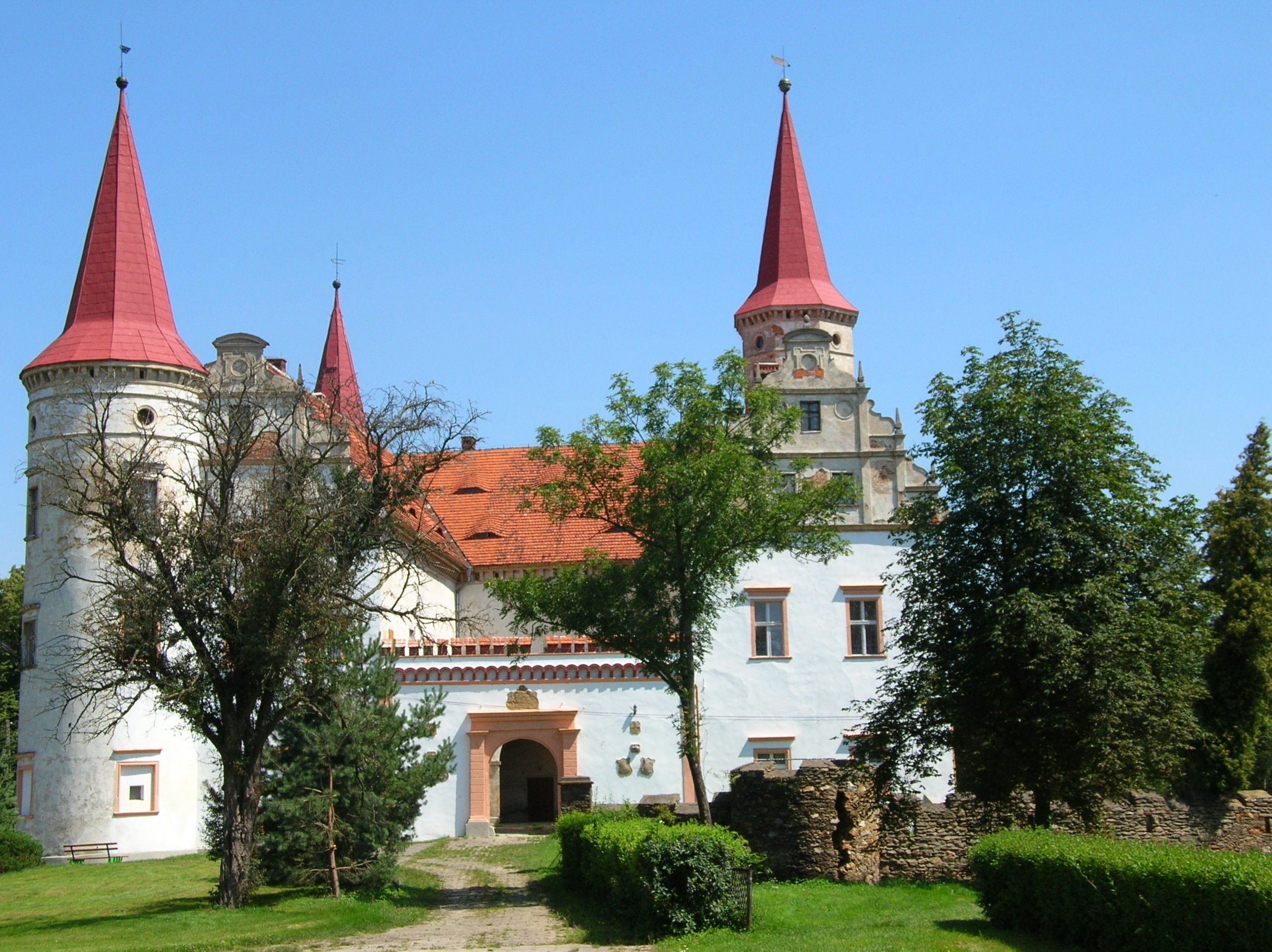
Zamek w Stoszowicach

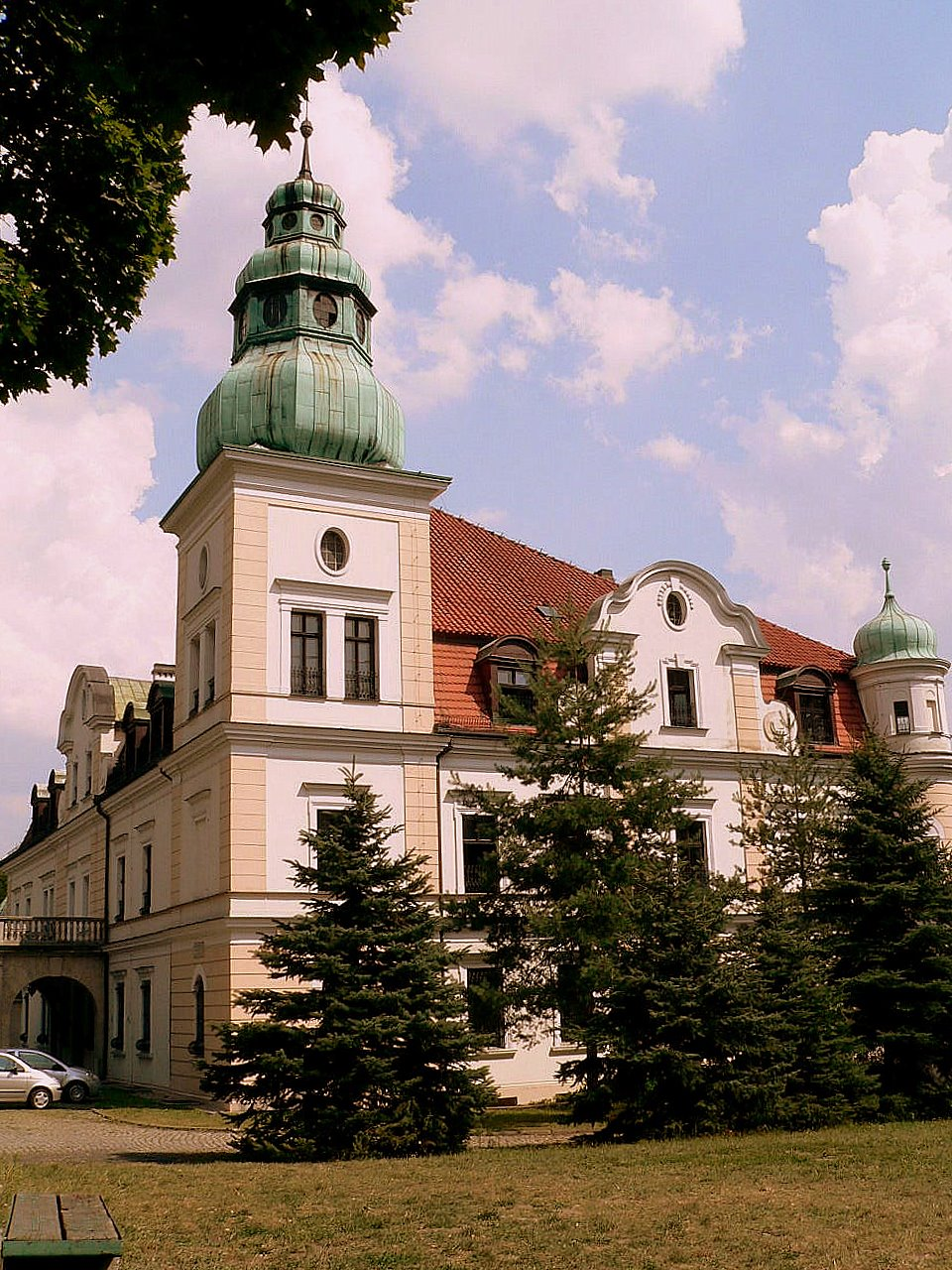
Pałac w Kamieńcu (województwo śląskie)

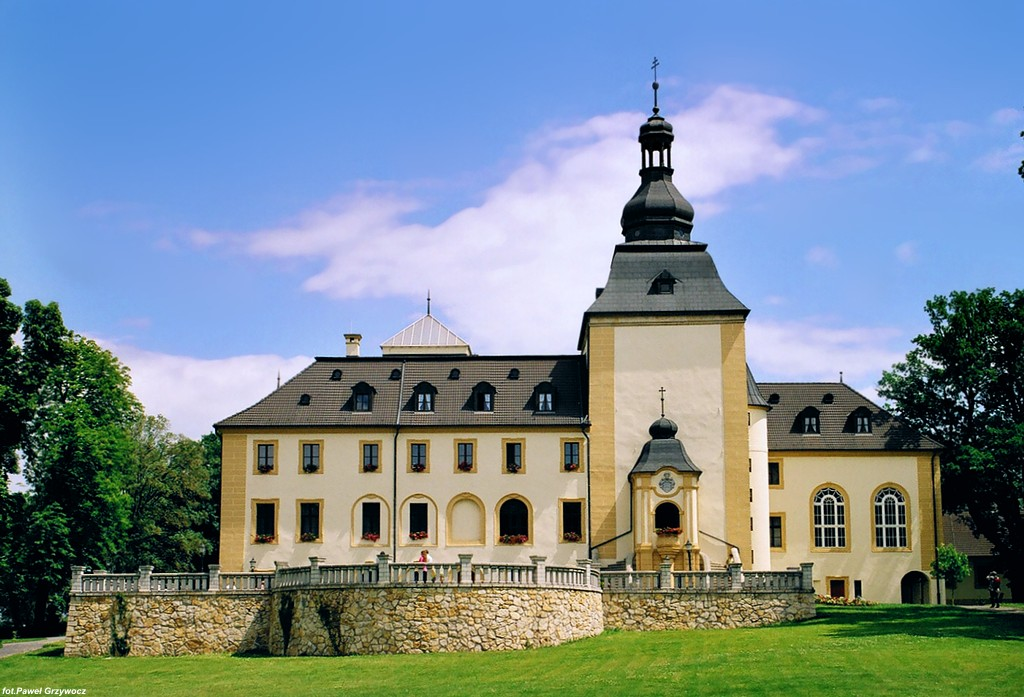
Pałac w Kamieniu Śląskim

Strachwitz – dolnośląski ród arystokratyczny wywodzący się ze Strachowic koło Wrocławia (dziś dzielnica miasta). W XVII w. otrzymali tytuł baronów cesarstwa, a pod koniec XVIII w. tytuł pruskich hrabiów.

## Dzieje
Według legendy w bitwie pod Legnicą w 1241 r. brało udział dwunastu braci ze Strachowic. Klęskę, jaką zadali Tatarzy, przeżył tylko jeden z braci, który stał się protoplastą rycerskiego rodu Strachwitzów.
Najstarszym znanym przedstawicielem rodu jest Woislaus de Strachowitz, wymieniony w dokumentach z 1285 r.

### Baronowie Cesarstwa
W 1630 r. w Ratyzbonie cesarz Ferdynand II Habsburg nadał braciom Krzysztofowi i Maksymilianowi tytuł baronów cesarstwa z Suchej Wielkiej (niem. Reichsfreiherr von Strachwitz und Gross Zauche). Krzysztof był radcą cesarskim oraz prałatem i kanonikiem we Wrocławiu. Maksymilian był radcą biskupa wrocławskiego. Obaj zmarli bez męskich potomków. Stopniowo jednak tytułu baronów zaczęli używać wszyscy pozostali członkowie rodu.
Znaczenie rodu wzrosło, gdy Jan Maurycy (1721–1781) został biskupem-sufraganem przy Filipie Gothardzie Schaffgotschu, księciu-biskupie wrocławskim. W 1766 r., gdy biskup Schaffgotsch został zmuszony do opuszczenia zajętego przez Prusy Śląska, Jan Maurycy został wikariuszem apostolskim diecezji, którą odtąd faktycznie rządził.

### Hrabiowie
Młodszy brat Jana Maurycego, Karol Józef (1724–1810) kupił pałac w Kamieńcu w 1750 r. W 1798 r. otrzymał od króla pruskiego Fryderyka Wilhelma III Hohenzollerna tytuł pruskiego hrabiego na Kamieńcu (niem. Graf Strachwitz von Gross-Zauche und Camminetz). Rok później uzyskał uznanie tego tytułu także w Austrii. Po śmierci Karola Józefa synowie podzieli się majątkiem. Starszy, Ernst Joachim, został panem Kamienia Śląskiego (odziedziczonego po swej ciotce Zofii von Larisch) oraz Wodzisławia (zobacz: pałac w Kamieniu Śląskim).
Kamień Śląski związany jest swymi dziejami z rodziną Odrowążów: świętym Jackiem oraz błogosławionymi Bronisławą i Czesławem. Spadkobiercy Ernsta Joachima, właściciele dóbr kamieńskich, zawsze odtąd nosili imię Hiacynt (Jacek) i otaczali opieką kult świętego Jacka.
Młodszy brata Ernsta Joachima, Karol, dostał Kamieniec i zamieszkał w tamtejszym pałacu. Ich potomkowie rozrodzili się na wiele linii i gałęzi.

### XX wiek
Na początku XX wieku rodzina postanowiła utworzyć związek rodowy. Jego siedzibą był Wrocław.
Posiadłości rodziny znajdowały się wówczas na całym Śląsku. Najbogatsi, na Dolnym Śląsku trzej bracia, hrabiowie: Fryderyk, Ludwik i Antoni, koło Ząbkowic Śląskich posiadali wspólnie ponad 5600 ha. Niedaleko Żagania i Lubania swe posiadłości miał hrabia Artur i jego brat Alfred. Koło Trzebnicy mieszkał baron Maurycy, a niedaleko Kłodzka – hrabia Jerzy. Strachwitzowie jako junkrzy na Dolnym i w części zachodniej, wówczas niemieckiego Górnego Śląska, przyczynili się do wzrostu popularności partii NSDAP w czasie dochodzenia A.Hitlera do władzy.
Większość fortuny (liczona ilością posiadanej ziemi) leżała na terenie zachodniego Górnego Śląska. Hrabia Hiacynt i jego dwaj bracia Hans i Alfred koło Strzelec Wielkich (obecnie Strzelce Opolskie) i Kamienia Śląskiego posiadali łącznie ponad 13000 ha. Niedaleko Niemodlina, w Wierzbiu, mieszkał hrabia Ernest, koło Nysy hrabina Karia, wdowa po Henryku Strachwitzu, a w pobliżu Lublińca swe włości miał hrabia Kurt. Hrabia Karol z Kamieńca posiadał prawie 3000 ha.
W 1945 r. wszyscy Strachwitzowie, mimo prób powrotu, musieli z przyczyn politycznych opuścić Górny Śląsk i Polskę Ludową.

## Herby
- Herb rodowy: czarny łeb knura w polu złotym. Nad hełmem ze złoto-czarnymi labrami dwa (złote i czarne) pióra strusie.